# Fotogramas de Plata 1956
El lliurament del 7è Premi Fotogramas de Plata (coneguts oficialment com a Placa San Juan Bosco), corresponents a l'any 1956 lliurat per la revista espanyola especialitzada en cinema Fotogramas que atorgava el premi al "millor intèrpret de cinema espanyol que hagi demostrat amb propietat un paper de destacats valors morals, va tenir lloc el 31 de gener de 1957, diada de Sant Joan Bosco, a la residència de la família Nadal-Rodó, propietària de la revista, al barri de Pedralbes (Barcelona).

## Candidatures

### Millor intèrpret de cinema espanyol
| Intèrpret     | Pel·lícula                 | Resultat  |
| ------------- | -------------------------- | --------- |
| Antonio Vilar | Embajadores en el infierno | Guanyador |